# Eddie McCalmon
Edward Allison „Cally“ McCalmon (* 30. Mai 1902 in Varney, Ontario; † 23. April 1987 in Calgary, Alberta) war ein kanadischer Eishockeyspieler, der während seiner aktiven Karriere zwischen 1927 und 1931 unter anderem 39 Spiele für die Chicago Black Hawks und Philadelphia Quakers in der National Hockey League auf der Position des rechten Flügelstürmers bestritten hat.

## Karriere
McCalmon verbrachte den Großteil seiner Karriere in der Provinz Saskatchewan beim Lumsden Athletic Club, den Regina Victorias und schließlich von 1923 bis 1927 an der University of Saskatchewan, wo er neben seinem Studium für das Eishockeyprogramm der Universität aktiv war.
Zur Saison 1927/28 wechselte der Flügelstürmer in den Profibereich und schloss sich den Saskatoon Sheiks aus der Prairie Hockey League an. Zwar bestritt er nur zwölf von 28 Spielen für das Team, konnte sich mit acht Toren aber durchaus empfehlen, da er im Januar 1928 in die National Hockey League transferiert wurde. Gemeinsam mit Earl Miller wurde er im Tausch für Nick Wasnie und Corb Denneny an die Chicago Black Hawks abgegeben. Dort beendete er die Spielzeit und schoss in 23 Spielen zwei Tore für das Team.
Anschließend wechselte McCalmon wieder in die Minor Leagues, wo er zwischen 1928 und 1930 für die Tulsa Oilers in der Amateur Hockey Association und die Toronto Millionaires in der International Hockey League aktiv war. Am 15. Dezember 1930 kehrte der Angreifer dann noch einmal in die NHL zurück, als er – ebenso wie D’Arcy Coulson – als Free Agents verpflichtet wurden, um dem Team mehr Stabilität zu verleihen. Die 16 Spiele für die Quakers, in denen er drei Tore erzielte, waren seine letzten Spiele, ehe er seine Karriere beendete.
McCalmon verstarb am 23. April 1987 im Alter von 84 Jahren in Calgary an einer Krebserkrankung.